# Mary Lavin
 Mary Josephine Lavin (ur. 10 czerwca 1912 w East Walpole w stanie Massachusetts, zm. 25 marca 1996) – irlandzka pisarka, znana głównie z opowiadań.

## Życiorys
Urodziła się w Stanach Zjednoczonych, w rodzinie irlandzkich imigrantów, którzy powrócili z nią do Irlandii, gdy miała 10 lat, najpierw do Athenry, a następnie do miejscowości Bective. Ukończyła studia na University College Dublin. 
Swój pierwszy zbiór opowiadań Tales From Bective Bridge opublikowała w 1942. Otrzymała za niego James Tait Black Memorial Prize w następnym roku.
W 1942 wyszła za mąż za Williama Walsha. Mieli trzy córki. W maju 1954 Walsh zmarł w wieku 42 lat. W 1969 Lavin ponownie wyszła za mąż za Michaela MacDonalda Scotta.
W 1959 i 1961 otrzymała stypendium Guggenheima.
Została wybrana członkiem stowarzyszenia Aosdána, a w 1992 otrzymała tam godność „Saoi”.

## Wybrana twórczość
Pisała głównie opowiadania, ale w jej dorobku znajdują się również trzy powieści.

### Powieści
- The House in Clewe Street (1945)
- Mary O’Grady (1950)
- A Likely Story (1957)

### Zbiory opowiadań
- Tales from Bective Bridge (1942)
- The Long Ago (1944)
- The Becker Wives (1946)
- At Sally Gap (1947)
- A Single Lady (1956)
- The Patriot Son (1956)
- The Great Wave (1961)
- In the Middle of the Fields (1967)
- The Second Best Children in the World (1972)
- The Shrine (1977)
- A Family Likeness (1985)

Po polsku ukazał się zbiór opowiadań Lavin Czas dano miniony (przekład: Krystyna Tomorowicz, wyd. Spółdzielnia Wydawnicza „Czytelnik”, 1976.